# Yukarıhacıahmetli, Çiçekdağı
Yukarıhacıahmetli là một xã thuộc huyện Çiçekdağı, tỉnh Kırşehir, Thổ Nhĩ Kỳ. Dân số thời điểm năm 2010 là 39 người.